# Machteld Aelbrechtsdr van Leuningen
Machteld Aelbrechtsdr van Leuningen (ook bekend als Machteld van Wouw of de weduwe van Wouw) (Delft, ca. 1580 – Den Haag, 14 augustus 1662) was van 1622 tot 1662 de eerste vrouwelijke landsdrukker in de Republiek der Zeven Verenigde Nederlanden.  
Machteld was de dochter van de drukker en uitgever Aelbrecht Hendricksz van Leuningen, die vanaf 1590 de officiële drukker van de Staten-Generaal was. In 1601 trad Machteld in het huwelijk met de zoon van de Haagse bestuurder Jacob Cornelisz. van Wouw, Hillebrant, die in het bedrijf van zijn schoonvader ging werken. Ze kregen twee dochters en een zoon. In 1605 ging de drukkerij van Aelbrecht met zijn privilege van landsdrukkerij over op zijn schoonzoon. Toen Hillebrant in 1618 ziek werd, verzocht hij het landsbestuur zijn echtgenote als landsdrukker aan te wijzen. Op 3 mei 1618 verleenden de Staten van Holland hiervoor hun goedkeuring, gevolgd op 4 mei door de Staten-Generaal. Na zijn overlijden in 1622 nam Machteld de drukkerij over. Als weduwe van Wouw leidde zij veertig jaar lang de landsdrukkerij. Haar firma had het monopolie op het drukken van staatsstukken, plakkaten en officiële publicaties voor de Staten-Generaal en de Staten van Holland. Daarnaast leverde zij schrijfgerei aan diverse instellingen, waaronder het Haagse stadsbestuur.
Ze drukte de eerste uitgave van Inleydinge tot de Hollantsche rechtsgeleertheit van Hugo de Groot (1631), en ze verwierf het octrooi op de druk van de Statenbijbel (1637). Leiden had de exclusieve rechten, die via de bijbelvertalers bij de stad terecht waren gekomen, voor drieduizend gulden aan haar verkocht. Ze drukte de bijbels in samenwerking met drukker Paulus Aertsz van Ravesteyn. Zij ondervond echter concurrentie van Amsterdamse drukkers, die illegale edities op de markt brachten. Ondanks haar protest bleef handhaving uit, zodat veel Statenbijbels uiteindelijk niet uit haar drukkerij afkomstig waren.
Machteld van Wouw bouwde een aanzienlijk vermogen op. Zij bezat meerdere huizen en landgoederen, waaronder de boerderij Vrederust in de Uithofspolder buiten Den Haag, en Hodenpijl bij Schipluiden. Haar bezit bedroeg in 1654 ca. 225.000 gulden. 
In 1654 verlengden de Staten-Generaal de aanstelling van Machteld van Wouw als landsdrukker met zeven jaar. Een jaar later lijkt haar zoon Hillebrant de leveringen aan de Haagse magistraat te hebben overgenomen. Op 14 augustus 1662 overleed Machteld in Den Haag. In maart 1670 verkocht haar zoon de drukkerij en boekhandel.
- Biografisch Portaal: 93553221
- Nederlandse Thesaurus van Auteursnamen: 075565366
- Virtual International Authority File: 306478188